# Наџд
Наџд или Неџд (арап. نجد, Naǧd; досл. висораван) је средишња регија Арапског полуострва. Целокупна површина регије налази се у Саудијској Арабији. Административно, ову регију чине покрајине Касим, Хаил, Ријад и делови Источне покрајине.
Наџд, како му и име сугерише је плато са висинском разликом од 762 m до 1525 m надморске висине, а спушта се од запада према истоку. Источне делове (историјски познатији као Ел Џамама) обилежавају насеља у оазама са развијеним пољодјелством и активном трговином, док је остатак традиционално слабо насељен, па га насељавају номадски бедуини.
Ријад је највећи град у регији Наџд, као и највећи град у целој држави са популацијом од већом од 4.700.000 становника према процени из 2009. године. Остали градови су Бураида (505.845; 2005), Унаиза (138.351; 2005) и Ар Рас (116.164; 2005).

## Историја

### Пре 6. века
Регион Наџд је дом Ал-Магара, који је био напредна праисторијска култура неолита чије је средиште лежало у данашњем југозападном Наџду. Ал-Магар је вероватно једна од првих култура на свету у којој је дошло до широко распрострањене пољопривреде и припитомљавања животиња, посебно коња, током неолита, пре него што су климатске промене у региону довеле до дезертификације. Радиокарбонско датирање неколико објеката откривених у Ал-Магару указује на старост од око 9.000 година.
У новембру 2017. сцене лова на којима су приказане слике припитомљених паса који личе на хананског пса и који носе поводце откривени су у Шувајмису, области око 370 km југозападно од града Хајл. Датирани на 8000 година пре садашњости, сматрају се најранијим познатим приказима паса на свету.
У античко доба, Наџд су насељавала бројна племена као што су Киндити, Таји и многа друга. Предвођени Усмом бин Луајом (арап. عصمة بن لؤي), Таји су опљачкали планине Ејжа и Самра из Бану Тамима у северној Арабији у њиховом егзодусу из Јемена око 115. године. Ове планине су сада познате као планине Шамар. Таји Шамариси су временом постали пасторални номадски сточари камила и одгајивачи коња у северном Наџду са седентарном фракцијом која је владала племенском лигом из свог главног града Хајла.
У 5. веку, племена Северне Арабије постала су главна претња трговачкој линији између Јемена и Сирије. Химијари из Сабе одлучили су да оснују вазалну државу која би контролисала Централну и Северну Арабију. Киндити, који се у грчким изворима помињу као Кинејдаколпитај (грч. Χινεδακολπιται), добили су снагу и бројност да одиграју ту улогу и 425. године химјаритски краљ Хасан ибн Амр ибн Туба је постао први краљ (Хуџр) Кинда. Они су успоставили Краљевину Кинда у Неџду у централној Арабији за разлику од организованих држава Јемена; њени краљеви су вршили утицај на бројна повезана племена више личним престижем него принудном устаљеном влашћу. Њихова прва престоница био је Каријат Дат Кахил, данас познат као Каријат ел-Фав.
Гасаниди, Лахмиди и Киндити били су краљевства Кахлани и Кахтани која су напредовала у Наџду. У 5. и 6. веку, Киндити су уложили први стварни заједнички напор да уједине сва племена Централне Арабије кроз савезе и фокусирали се на ратове са Лахмидима. Ел-Харит ибн Амр, најпознатији од њихових краљева, коначно је успео да заузме Лахмидску престоницу Ал-Хира у јужном делу данашњег Ирака. Међутим, касније, око 529. године, ел-Мундхир је поново заузео град и погубио краља Харита и педесетак чланова његове породице.
Године 525, Аксумити су извршили инвазију на Химијар, и то је имало утицаја на Киндите, који су изгубили подршку Химјара. У року од три године, краљевство Киндита се поделило на четири групе: Асад, Таглиб, Кајс и Кинана, а сваку је водио принц од Киндаха. Ове мале кнежевине су потом свргнуте 530-их и 540-их година у низу устанака племена Аднанити из Наџда и Хаџаза. Године 540. Лахмиди су уништили сва киндитска насеља у Наџду, присиљавајући већину њих да се преселе у Јемен. Киндити и већина арапских племена пребацили су своје савезе на Лахмиде.
- Плакета са минејским натписом и два козорога (1. век пне - 1. век), Карјат ел-Фав
- Фрагмент зидне слике са зодијачким мотивом (1-3 век), Карјат ел-Фав
- Велика древна камена резбарија, која датира из 8100. године пре нове ере, Equidae - животиње која припада породици коња, пронађена у Ал-Магару. Сам комад, дужине 86 cm и дебљине 18 cm и тежине више од 135 kg, представља велики скулптурни фрагмент који изгледа као да приказује главу, њушку, раме и хрбат коња.[8]

### Ера Мухамеда
Током ере исламског пророка Мухамеда, Мухамед је изводио војне експедиције на том подручју. Први је био напад каравана Наџда против Курејша, који се догодио 624. Меканци предвођени Сафваном ибн Умајом, који је живео од трговине, отишли су лети у Сирију ради својих сезонских трговачких послова. Након што је Мухамед добио обавештајне податке о путу каравана, Мухамед је наредио Зајду ибн Харити да крене за караваном, а они су успешно извршили рацију и заробили плен у вредности од 100.000 дирхама.
Инвазија на Наџд се догодила у Раби Ат-Тхни или Џумада Ал-Ули, 4. хиџретске године (тј. октобра 625. године). Мухамед је повео своје борце у Наџд да застраши нека племена за која је веровао да имају сумњиве намере. Неки научници кажу да се Експедиција Дат ал-Рика догодила у Неџду као део ове инвазије.
Најаутентичније мишљење према „Сајфур Рахман ал Мубараракпурију“, међутим, јесте да се кампања Дат Ар-Рика одиграла након пада Кајбара (а не као део инвазије на Наџд). Томе у прилог говори и чињеница да су Абу Хурајра и Абу Муса Ел-Ашари били сведоци битке. Абу Хурајра је примио ислам само неколико дана пре Кајбара, а Абу Муса Ел-Ашари се вратио из Абисиније (Етиопија) и придружио се Мухамеду у Кајбару. Правила која се односе на молитву страха, коју је Мухамед држао у кампањи Дат Ар-Рика, откривена су у инвазији Асфана, и ови научници кажу, да су се десила након Ел-Кандака (Битке у рову).
Експедиција Катана је такође одвила у Наџду. Племе Бану Асад ибн Кузајма (не треба мешати са племеном Бану Асад) било је моћно племе повезано са Курејшима. Они су становали у близини брда Катан, у околини Фајда, у Нaџду. Мухамед је примио обавештајне извештаје да планирају напад на Медину, те је послао снаге од 150 људи под вођством Абу Салама Абд Алаха ибн Абд ел-Асада да изврше изненадни напад на ово племе.